# Dransfieldia micrantha
Dransfieldia micrantha är en enhjärtbladig växtart som först beskrevs av Odoardo Beccari, och fick sitt nu gällande namn av William John Baker och Scott Zona. Dransfieldia micrantha ingår i släktet Dransfieldia och familjen Arecaceae. Inga underarter finns listade i Catalogue of Life.